# 伊斯坎德里耶
伊斯坎德里耶（阿拉伯语：‎）是伊拉克的城市，位於該國中部幼發拉底河畔，由巴比倫省負責管轄，距離首都巴格達約40公里，海拔高度34米，人口200,000，居民大多數是什叶派。

## 外部連結
- Iraq Image - Iskandariya Satellite Observation

32°54′N 44°21′E / 32.900°N 44.350°E
1. ↑  . Aljazeera. 2016-03-26  [2016-03-26]. （原始内容存档于2016-03-25）.